# 한국균학회
한국균학회는 균학(Mycology)에 관한 연구를 장려하고 그 지식 보급을 도모하며 외국의 균학회와 밀접한 연결을 가지며 균학의 발전에 기여함을 목적으로 1995년 9월 23일 설립허가된 대한민국 미래창조과학부 소관의 사단법인이다. 사무실은 136-701 서울특별시 성북구 안암동 5가 1번지 고려대학교 생명환경과학대학 본관 427호에 있다.